# الیبیلر، منگن
الیبیلر، منگن (به لاتین: Alibeyler, Mengen) یک منطقهٔ مسکونی در ترکیه است که در استان بولی واقع شده‌است.

## خصوصیات
الیبیلر ۷۶ نفر جمعیت دارد.